# Laura Mulvey
Laura Mulvey, née le 15 août 1941 en Angleterre, est une critique de cinéma, réalisatrice et une féministe britannique. Elle interroge la notion de genre dans les productions audiovisuelles. Elle est notamment à l'origine du concept de male gaze (regard masculin).

## Biographie
Laura Mulvey suit ses études au St Hilda's College, à Oxford. Elle travaille pendant plusieurs années au British Film Institute avant de devenir professeure d'études cinématographiques et sciences des médias à Birkbeck, Université de Londres.
Au cours de l'année scolaire 2008-2009, elle est professeure invitée en sciences humaines au Wellesley College. 
Elle est docteure honorifique de lettres à l'université d'East Anglia en 2006, de droit à l'Université Concordia en 2009 et de littérature à l'University College Dublin en 2012.

## Analyse du cinéma hollywoodien
Plaisir visuel et cinéma narratif est un essai sur le cinéma écrit en 1973 et publié en 1975 dans la revue britannique de cinéma Screen. Il est repris dans de nombreuses anthologies. Il est considéré comme un article fondateur des études féministes sur le cinéma. Avant Laura Mulvey, les théoriciens du cinéma tels que Jean-Louis Baudry et Christian Metz ont utilisé les idées psychanalytiques dans leurs écrits théoriques du cinéma. La contribution de Laura Mulvey s'inscrit dans une lecture féministe de ces théories. 
Laura Mulvey intègre l'idée freudienne du phallocentrisme dans Plaisir visuel et le cinéma narratif. Elle insiste sur l'idée que les images, les personnages, les complots, les histoires et les dialogues dans les films sont construits sur l’inconscient de la société patriarcale. Elle intègre également les œuvres de penseurs comme Jacques Lacan et illustre son propos avec les films des réalisateurs Josef von Sternberg et Alfred Hitchcock. 
La visualisation d'un film reproduit inconsciemment ou à peu près consciemment les rôles sociétaux typiques des hommes et des femmes. Regarder est généralement considéré comme un rôle masculin actif alors que le rôle passif d'être examiné est immédiatement perçu comme une caractéristique féminine. Laura Mulvey soutient que les femmes dans le cinéma sont liées au désir et que les personnages féminins ont une apparence codée pour avoir un fort impact visuel et érotique. L'actrice féminine n'est pas censée représenter un personnage qui affecte directement l'issue d'une intrigue, elle est insérée dans le film pour être objectivée sexuellement.
Mulvey appelle à contester le système patriarcal de Hollywood et à dépasser le voyeurisme ou la fascination fétichiste. Elle propose une nouvelle écriture cinématographique instituant un spectateur alternatif, dans une vision féministe. 
Plaisir visuel et le cinéma narratif a fait l'objet de nombreux débats entre les théoriciens du cinéma jusqu'au milieu des années 1980. Mulvey soutient que son article Plaisir visuel et cinéma narratif est pensé comme un manifeste, plutôt qu'un article académique raisonné qui aurait tenu compte de toutes les objections. Elle a clarifié beaucoup son point de vue dans Afterthoughts en 1981.
En 2006, Laura Mulvey publie Death 24x a Second: Stillness and the Moving Image. Dans ce travail, elle explore la façon dont les technologies vidéo et DVD ont modifié la relation entre le film et le spectateur. Celui-ci n'est plus obligé de regarder un film dans son intégralité et de façon linéaire, du début à la fin. Avant l'émergence des lecteurs VHS et DVD, les spectateurs ne pouvaient pas s'attarder sur les moments précieux du film, ni posséder les images des idoles. En réponse à ce problème, l'industrie cinématographique a produit des images fixes qui complétaient le film lui-même. Ces images ont été conçues pour donner aux fans du film l'illusion de la possession. Avec la technologie numérique, les spectateurs peuvent mettre en pause les films à tout moment, reproduire leurs scènes préférées, et même ignorer les scènes qu'ils ne souhaitent pas regarder.
Selon Laura Mulvey, ce pouvoir a conduit à l'émergence du « spectateur possessif ». Les films peuvent maintenant être détachés du récit linéaire en autant de moments ou scènes préférés. C'est dans le cadre de cette relation redéfinie que Mulvey affirme que les spectateurs peuvent maintenant se livrer à une forme sexuelle de possession des corps qu'ils voient à l'écran.

## Réalisatrice
Laura Mulvey est également une réalisatrice du cinéma d'avant-garde, en cherchant à mettre en œuvre une nouvelle écriture cinématographique. Entre 1974 et 1982, elle écrit et dirigé avec Peter Wollen, six films : Penthesilea: Queen of the Amazons (1974), Riddles of the Sphinx (1977), AMY! (1980), Crystal Gazing (1982), Frida Kahlo et Tina Modotti (1982) et The Bad Sister (1982). 
Dans le film Penthesilea: Queen of the Amazons de 1974, elle explore la structure de la mythologie, sa position dans la culture dominante et les notions de modernisme. 
Avec Riddles of the Sphinx, Laura Mulvey et Peter Wollen utilisent de nouvelles formes au récit pour explorer le féminisme et la théorie de la psychanalyse. Ce film essaie de construire une nouvelle relation entre le spectateur et le personnage féminin, en présentant celui-ci sous plusieurs points de vue féminins. Le film revient sans cesse sur le personnage féminin, non pas en tant que qu'image visuelle, mais en tant que sujet d'enquête. Ce film a été fondamental et présente le cinéma comme un espace dans lequel l'expérience féminine peut s'exprimer. 
AMY! est un film sur l'aviatrice Amy Johnson. L'aviatrice est une figure symbolique pour illustrer le passage du monde féminin au monde masculin imposé aux femmes pour être acceptées dans la sphère publique.
Crystal Gazing fait preuve de spontanéité. Certaines parties du film ont été fixées alors que la production avait commencé. Il représente Londres lors de la récession de Margaret Thatcher. Laura Mulvey regrette de ne pas avoir inclus les polémiques féministes de l'époque, craignant qu'elles déséquilibrent le film.
En 1991, elle revient au cinéma avec Disgraced Monuments, qu'elle dirige avec Mark Lewis. Ce film explore le destin des monuments révolutionnaires en Union soviétique après la chute du communisme. 

## Publications

### Ouvrages
- (en) Fetishism and curiosity, Bloomington, Indiana University Press, 1996, 188 p. (ISBN 978-0-253-21019-7).Traduction française : Fétichisme et curiosité  (trad. Guillaume Mélère), Brook, 2019 (ISBN 978-2-9568700-0-5).
- (en) "Citizen Kane", Londres, BFI Publishing, coll. « BFI Film Classics Series », 1992 (ISBN 978-0-85170-339-8)
- (en) Death 24x a second : stillness and the moving image, Londres, Reaktion Books, 2005, 216 p. (ISBN 978-1-86189-263-8, lire en ligne)

### Articles
- (en) « Visual pleasure and narrative cinema », Screen, Oxford Journals, vol. 16, no 3,‎ automne 1975, p. 6–18 (DOI 10.1093/screen/16.3.6).Traduction française publiée dans CinémAction no 67, 1993.
- (en) « Looking at the past from the present: rethinking feminist film theory of the 1970s », Signs: Journal of Women in Culture and Society, University of Chicago Press, vol. 30, no 1 « Special issue: Beyond the Gaze: Recent Approaches to Film Feminisms »,‎ automne 2004, p. 1286–1292 (DOI 10.1086/421883)

## Films
- Avec Peter Wollen, Penthesilea: Queen of the Amazons, 1974, 16 mm, 99 min
- Avec Peter Wollen, Riddles of the Sphinx, 1977
- Avec Peter Wollen, AMY!, 1980
- Avec Peter Wollen, Crystal Gazing, 1982
- Avec Peter Wollen, Frida Kahlo et Tina Modotti, 1982
- Avec Peter Wollen, The Bad Sister, 1982
- Avec Mark Lewis, Disgraced Monuments, 1991